# Municipio de Black Pond
El municipio de Black Pond (en inglés: Black Pond Township) es un municipio ubicado en el condado de Oregón en el estado estadounidense de Misuri. En el año 2010 tenía una población de 164 habitantes y una densidad poblacional de 1,46 personas por km².

## Geografía
El municipio de Black Pond se encuentra ubicado en las coordenadas 36°51′46″N 91°33′16″O / 36.86278, -91.55444. Según la Oficina del Censo de los Estados Unidos, el municipio tiene una superficie total de 112.59 km², de la cual 112,58 km² corresponden a tierra firme y (0 %) 0 km² es agua.

## Demografía
Según el censo de 2010, había 164 personas residiendo en el municipio de Black Pond. La densidad de población era de 1,46 hab./km². De los 164 habitantes, el municipio de Black Pond estaba compuesto por el 97,56 % blancos y el 2,44 % eran de una mezcla de razas. Del total de la población el 1,22 % eran hispanos o latinos de cualquier raza.